# Jowan Safadi
Jowan Safadi (Nazaret, 1973) es un compositor, guitarrista y cantante de rock palestino especialmente conocido por su satírica crítica social, la denuncia de las condiciones en las que vive la población palestina y las letras irónicas y provocativas de sus canciones que hablan de política, religión, filosofía y sexualidad. Es especialmente conocido por "Ser un árabe" (2015) cantada en hebreo en la que denuncia el racismo en la sociedad israelí. 

## Biografía
Nació en Nazaret en 1973, ciudad bajo control árabe desde la guerra árabe-israelí de 1948 en el seno de una familia palestina - su padre era carpintero- que pudo quedarse cuando se creó el Estado de Israel en 1948. Estudió filosofía y literatura inglesa en la Universidad Ben-Gurion. A los veintiún años, comenzó a tocar la guitarra, el ukelele y la armónica. 
Empezó su carrera como cantante, compositor y líder de "Lenses", un proyecto en el que colaboró con músicos israelíes activo hasta finales de 2007 produciendo tres álbumes de estudio de rock experimental.   
En 2008 inició su carrera en solitario con el sencillo "Ghool" que encabezó las listas de radio locales y logrando la atención del público underground con su sonido de rock electro difuso. Tras varios sencillos lanzó su primer álbum en solitario, "Namrud" fusionando la estética punk-rock con ritmos y entonaciones árabes. Incluyó canciones como "Electricity" y la peculiar parodia "Poor Infidels" (Pobres Infieles), que se convirtió en un himno para sus fanes del mundo árabe. "Pobres infieles"  condujo a la detención del cantante en Jordania donde fue acusado de blasfemia.
En 2012 lanzó Namrud, un álbum autofinanciado. Para sus creaciones posteriores ha utilizado la financiación colectiva.“Como músico independiente decidido a proteger su arte de la censura de cualquier tipo o abuso propagandístico, los altos costos de la producción profesional siempre han sido un desafío para mí. A menudo impidió que algunas de mis ideas más prometedoras evolucionaran hacia una obra de arte para compartir ”. Realiza la campaña de financiación en árabe. Su música ha estado siempre disponible de manera gratuita en plataformas como SoundCloud.
En noviembre de 2012 fue detenido en Jordania acusado de "insultar a la religión" después de su concierto en Amán. Una campaña en Twitter con el hashtag #FreeJowanSafadi reclamó su liberación. El 2 de diciembre de 2012 envió un mensaje a través de las redes sociales: “Gracias gente hermosa por el gran apoyo y atención. Estoy seguro y libre y de regreso a casa. Desearía tener algo más que decir en este momento, pero no lo sé. Todo parece un sueño ... No uno agradable ".
En 2015 lanza To be un arab, cantada en hebreo, contra el racismo. Una canción que se hace viral y se convierte en un punto de inflexión en la carrera artística de Safadi. 
En 2016 realizó una estancia de tres meses en Helsinki donde trabajó con músicos locales.  Publicó un álbum con ocho nuevas canciones escritas por Safadi y producidas por Darwish, un productor basado en Jerusalén, amigo del artista. en el que desarrolla el tema de la libertad de expresión y el arte en el mundo árabe. El álbum es una mezcla de varios géneros, principalmente centrados en el post-punk, pero con influencias del reggae y el estilo musical propio de Jowan Safadi.
En 2017 participó en el proyecto Palestine Music Expo convocado en Ramallah para hacer visible en el ámbito internacional la creación musical palestina.
En 2019 publica Super White Man (Super hombre blanco) grabada, mezclada y materizada por Michel Sajrawy con la animación de Ahmed Elkhaldi.

## Fish Samak
Jowan Safadi es fundador de la banda de rock árabe libre Fish Samak con sede en Haifa, la ciudad donde vive. La banda del que es cantante, compositor y guitarrista fue creada en 2012 tras el lanzamiento del álbum "Namrud" con el que debutó como solista. Fish Samak se aleja del sonido tradicional de rock árabe. Ha actuado desde su fundación en escenarios de Palestina, Israel, Jordania y Egipto con su combinación única de letras impactantes, ritmos árabes, sonidos de garaje y toques electrónicos.

## AboJar
También forma parte del dúo experimental electrónico AboJar creado en 2014 con el productor de música electrónica y músico Jebus Khoury vecino de Safadi. Crean refrescantes pistas y canciones experimentales que combinan los sonidos electrónicos de Jebus con la palabra hablada, poesía y ligeros toques de guitarra. Jebus y Jowan se conocieron tocando juntos en la banda  Fish Samak en la que Jowan es el cantante y compositor fundador y Jebus es el baterista.

## Letras controvertidas
Safadi está considerado como uno de los más artistas contemporáneos influyentes en la escena árabe.
Para algunos, no vale la pena tocar estos temas tabú, por lo que desarrollan trabajos que los ignoraron a todos juntos. Hay otros que imbuyen por completo la concepción actual de lo que es un pensamiento aceptable y, a veces sin saberlo, se imponen una forma de autocensura. Estos dos constituyen, en parte, la cultura dominante. También existe otro grupo que, consciente de que esos temas están sujetos a censura, considera necesario expresarlos de todos modos. Es exactamente este grupo, que intencionalmente subvierte la corriente principal, lo que constituye la contracultura. Señala el escritor y crítico cultural libanés Ayman Makarem.
Sus letras hablan de política, religión, filosofía y sexualidad. Denuncian la intolerancia y son consideradas escandalosas tanto por la sociedad burguesa israelí más recalcitrante como por la árabe más conservadora. Algunas autoridades israelíes lo persiguen por considerar que su música es incitación a la violencia y por otro lado autoridades cívicas y religiosas locales afirman que su música es blasfema o antiárabe.

"Si la letra es muy política ofendes a los israelíes, si se mete con la religión, ofendes a los religiosos y si hablan de sexo, a los conservadores”
Jowan Safadi

Con la canción "Pobres infieles" criticando la condena eterna fue acusado de blasfemo en Jordania en 2012. En varias ocasiones ha sido arrestado, multado e invitado a marcharse por hablar abiertamente de la confusión entre el mundo de la ocupación y el fascismo religioso. También ha sido investigado por “incitación al terrorismo”.   
En 2014 presenta "En los brazos de la ocupación" con el grupo Fish Samak
Durante más de dos décadas cantó sólo en árabe hasta que decidió utilizar el hebreo en 2015 con la canción "To Be an Arab" (Ser árabe) una canción activista en la que interpela a los judíos Mizrahi que intentan distanciarse de su herencia árabe y a otros israelíes que apoyan el racismo y las políticas gubernamentales contra los palestinos. La canción que se convirtió en viral y llegó no sólo a los medios de comunicación israelíes, palestinos sino también a medios internacionales. En el documental "Namrud" (2017) Safari explica que decidió cantar en hebreo para que pudieran entenderle las personas a las que planteaba la reflexión.      

"Mi meta no es tener éxito. Tan solo quiero ser un humano sin nacionalidad, partido, religión o identidad ”
Jowan Safadi en el documental Namrud

"Me interesa la justicia más que cualquier otra cosa" (...) "No me opongo a la ocupación sionista porque soy árabe. Me opongo a eso porque soy un ser humano que debería tener los mismos derechos ".
Jowan Safadi en Beirut Today

Dado que su pensamiento se enmarca en torno a las nociones de justicia, en oposición a las afiliaciones nacionales, religiosas o civiles, Safadi logra evitar una trampa en la que caen muchos de la izquierda señala el crítico cultural Ayman Makarem quien añade... Sería hipócrita, por ejemplo, condenar la violencia política cometida por las fuerzas israelíes e ignorar al mismo tiempo la opresión y la violencia cometidas por los dictadores árabes y la autoridad palestina.
En 2019 publica un nuevo álbum. "El tema principal del álbum es la libertad de expresión, la libertad de arte" explica Safadi "Está en casi todas las canciones". En Situación desigual (الحال مايل), Safadi canta "sitiaron las mentes de los árabes con un millón de líneas rojas". Estas líneas rojas, impuestas por los líderes nacionales locales y extranjeros y también por las autoridades religiosas, son los límites de lo que se considera aceptable dentro del discurso público.
Police song "la policía no es nuestra policía, el presidente no es nuestro presidente, con quién te quejarás? la policía no nos protege, protege a los que nos estafan, todas nuestras tierras han desparecido pero tienen prisiones para todos..."
Cansado "no soy pastor para estar dirigiendo a las ovejas, ovejas negras que huyen de su rebaño, sabes que estoy cargando el mundo sobre mis hombros, estoy cansado... "

## Namrud (documental)
En noviembre de 2017 se estrenó el documental "Namrud el Problemático" (Namrud: Troublemaker) (Austria, 2017) 95 ' dirigido por Fernando Romero Forsthuber con el guion de Jürgen Karasek y Ari Yehudit Richter. El documental, además de plantear sus reflexiones muestra la intimidad de Jowan, la relación con su padre, su madre y su hijo adolescente, Don. El nombre del documental alude al personaje bíblico que construyó la Torre de Babel. Romero conoció al cantante de rock trabajando con músicos palestinos como director y productor para sus vídeos musicales e invirtió cinco años en el documental.

## Música
- Namrud (2012) álbum
- The Arms of the Occupation. En los brazos de la ocupación (2014) Jowan Safadi & Fish Samak[9]
- To be an arab  להיות ערבי (2015
- Super White Man (2019) Super hombre blanco
- Stay Away from the Mid-Evil East and Sing for it  (2019)
- Police song (2019)
- ll Conspired Against US (2019)
- Padre (2019)
- Situation Uneven (2019)
- I wanted to Be (2019)
- Cansado (2019)
- Amsterdam (2019)
- Azereeni (2019)